# Bulbul embridat petit
El bulbul embridat petit (Bleda notatus) és una espècie d'ocell de la família dels picnonòtids (Pycnonotidae). Habita la malesa de la selva de l'Àfrica central, des del sud-est de Nigèria cap al sud fins a l'oest de la República Democràtica del Congo, i cap a l'est fins a Uganda. El seu estat de conservació es considera de risc mínim.